# Rechin-înger
Rechinii înger sunt un grup de rechini din genul Squatina din familia Squatinidae, care au un aspect oarecum neobișnuit, cu corpuri aplatizate și aripioare largi pectorale, care le dau o asemănare puternică cu pisicile de mare. Acest gen este singurul din familia sa și ordinul Squatiniformes. Ei apar în întreaga lume în mările temperate și tropicale. Cele mai multe specii trăiesc în mări adânci temperate sau tropicale, dar câteva specii locuiesc în apă mai adâncă, până la 1.300 metri (4.300 ft). Rechinii înger sunt uneori numiți „pești-călugăr”, deși acest nume se aplică și membrilor genului Lophius. 
În timp ce unele specii apar pe o gamă geografică, majoritatea sunt limitate la o zonă mai mică. Restricția în regiunea geografică ar putea fi rezultatul comportamentului speciilor Squatina, care sunt prădători care ambuschează, cu un obicei staționar de bază. Astfel, migrația trans-ocean este extrem de mică, chiar dacă au fost raportate pe scară largă locuri migratoare la specii precum S. squatina.

## Aspect și biologie
În timp ce partea din față a corpului rechinului înger este largă și aplatizată, partea din spate păstrează un aspect muscular mai tipic pentru alți rechini. Ochii și spiracolele sunt pe partea de sus și cele cinci branhii sunt pe spate. Atât pectoralele cât și aripioarele pelvine sunt mari și ținute orizontal. Există două aripioare dorsale, nicio fină anală și neobișnuit pentru rechini, lobul inferior al aripioarei caudale este mai lung decât lobul superior. Cele mai multe tipuri cresc până la o lungime de 1,5 m (5 ft), cu rechinul inger japonez , cunoscut pentru a ajunge la 2 m.  În timp ce ele pot crește foarte mari, unii rechini îngeri dezvoltă anomalii ale coloanei vertebrale care includ scolioza. Debarcările Rechinilor Înger din Pacific au crescut până la mijlocul anilor 1980 și au atins peste 1125 de tone în 1986, devenind speciile de rechin cu cel mai mare număr de debarcări raportate pe coasta de vest a S.U.A în acel an.
Rechini înger posedă fălci extensibile care se pot extinde rapid în sus pentru a capta prada și au dinți lungi, ca acul. Ei se îngropă în nisip sau noroi în așteaptarea pradei, care include pești, crustacee și diverse tipuri de moluște .  Ele sunt ovovivipare, producând până la 13 pui. Puii de Rechinii Înger de Pacific sunt născuți din Martie până în Iunie în apă adâncă - în general de la 180 la 300 ft (55 și 90 de metri) - posibil pentru a proteja puii mici de prădători.
În mod obișnuit, Rechinii Înger se află la adâncimi de 1-200 m și pot fi văzuți pe substraturi noroioase sau murdare unde se pot camufla cu ușurință în timp ce se află jos. Zonele cu cea mai mare adecvare a habitatelor constau în temperaturi ideale, clorofilă, salinitate și nivele de adâncime. Deoarece membrii familiei Squatinidae au o metodă unică de camuflaj, aceștia merg mână în mână cu modul în care își obține mâncarea, întinzându-se încă pe fundul mării, făcând fandări rapide cu pradă trecătoare și folosind presiunea negativă pentru a prinde prada prin aspirare în gura lor. 

## Analiza speciilor
Identificarea morfologică în teren poate fi dificilă din cauza discontinuității și a similitudinii speciilor. În această situație specifică, locul rechinilor din clasa Squatina cuprinde trei specii în partea de sud a Atlanticului de Vest. Cele trei specii observate au fost: Squatina Guggenheim, S. occulta și peștele-chitară brazilianian Pseudobatos horkelii. Aceste trei specii sunt listate în lista roșie a IUCN-ului ca fiind amenințate și sunt acum protejate prin legea braziliană, care face pescuitul și schimbul ilegal. Pentru a împiedica aterizarea și comercializarea acestor specii pe cale de dispariție de-a lungul orașului Sao Paulo, sa folosit codul de bare ADN. ADN-ul de coduri de bare a relevat pescuitul și traficul cu aceste specii protejate.

## Comportament
Deși are numele de „înger” și acest rechin este și stă pe fundul oceanului și pare inofensiv, poate provoca lacerații dureroase dacă este provocat, datorită fălcilor puternice și a dinților ascuțiți. Poate mușca dacă un scafandru se apropie de cap sau apucă coada.
Rechinii înger au un mod unic de respirație în comparație cu majoritatea celorlalte bentonici pești. Nu pompează apă din cavitatea oro-faringiană ca peștii bentonici. În schimb, ele utilizează branhiile amplasate sub corp pentru a pompa apa în timpul respirației. Acest lucru permite, de asemenea, ca aceștia să fie mai discret și să prevină detectarea.

## Valoare comercială
Înainte de sfârșitul anilor 1980, rechinul îngerului din Pacific era considerat un "pește-călugăr". A fost un produs secundar de așchiere comercială, fără recurs comercial și a fost folosit doar pentru momeală de crab. În 1977, Michael Wagner, un procesor de pește din Santa Barbara, California, în colaborare cu pescarul comercial local, a dezvoltat piața pentru rechinii îngeri. Recolta anuală a rechinilor înger în 1977 a fost estimată sa fie 147 kg.  Până în 1985, consumul anual de rechin înger pe coasta centrală a orașului a crescut la peste 454 de tone metrice sau la aproximativ 90.000 de rechini. Populația a scăzut dramatic și este acum reglementată. Datorită faptului că rechinii înger trăiesc foarte aproape de țărm, adesea au fost capturați, când nu au fost ținta pescarilor. În 1991, utilizarea de setci în apele delângă țărm din California a fost interzisă, iar pescuitul a fost restricționat într-o porțiune mai mare a gamei Rechinului Înger de Pacific. Acest lucru ia ajutat pe Rechinii Înger să nu fie prinși mai des.
În aprilie 2008, guvernul britanic a oferit întreaga protecției a rechinului înger în conformitate cu Legea privind mediul sălbatic și rural . După ce a fost considerat abundent în Oceanul Atlantic, rechinul înger (Squatina squatina) a fost clasificat drept "critic pe cale de dispariție" în 2010.

## Specii
În prezent, cele 24 de specii recunoscute din acest gen sunt: 
- Squatina aculeata G. Cuvier, 1829
- Squatina africana Regan, 1908 (Rechinul înger african)
- Squatina albipunctata Ultima & WT White, 2008 (Rechinul înger estic)
- Squatina argentina ( Marini, 1930) (Rechinul înger argentinian)
- Squatina armata ( Philippi {Krumweide}, 1887) (Rechinul înger chilian)
- Squatina australis Regan, 1906 (Rechinul înger australian)
- Squatina caillieti JH Walsh, Ebert și Compagno, 2011 (Rechinul înger filipinez) [15]
- Squatina californica Ayres, 1859 (Rechinul înger de Pacific)
- Squatina david Acero P, Tavera Vargas, Anguila-Gómez & Hernández-Beracasa, 2016 (Rechinul înger a lui David) [16]
- Squatina dumeril Lesueur, 1818 (diavolul de nisip)
- Squatina formosa SC și WH Ting, 1972 (Rechinul înger taiwanez)
- Squatina guggenheim Marini, 1936 (Rechinul înger angular)
- Squatina heteroptera Castro-Aguirre, Espinoza-Pérez & Huidobro-Campos, 2007 (Rechinul înger dispersat)
- Squatina japonica Bleeker, 1858 (Rechinul înger japonez)
- Squatina legnota Ultima & WT White, 2008 (Rechinul înger indonezian)
- Squatina mexicana Castro-Aguirre, Espinoza-Pérez & Huidobro-Campos, 2007 (Rechinul înger mexican)
- Squatina nebulosa Regan, 1906 (Înghețată înfundată)
- Squatina occulta Vooren și KG da Silva, 1992 (Rechinul înger ascuns)
- Squatina oculata Bonaparte, 1840
- Squatina pseudocellata Ultima & WT White, 2008 (Rechinul înger vestic)
- Squatina punctata Marini 1936
- Squatina squatina ( Linnaeus, 1758 ) (Rechinul înger)
- Squatina tergocellata McCulloch, 1914 (îRechinul înger ornat)
- Squatina tergocellatoides JSTF Chen, 1963 (Rechinul înger oțelat)

Meyers, Eva K. M.; Tuya, Fernando; Barker, Joanna; Jiménez Alvarado, David; Castro-Hernández, José Juan; Haroun, Ricardo; Rödder, Dennis (2017). „Population structure, distribution and habitat use of the Critically Endangered Angelshark, Squatina squatina, in the Canary Islands”. Aquatic Conservation: Marine and Freshwater Ecosystems. 27 (6): 1133–1144. doi:10.1002/aqc.2769.

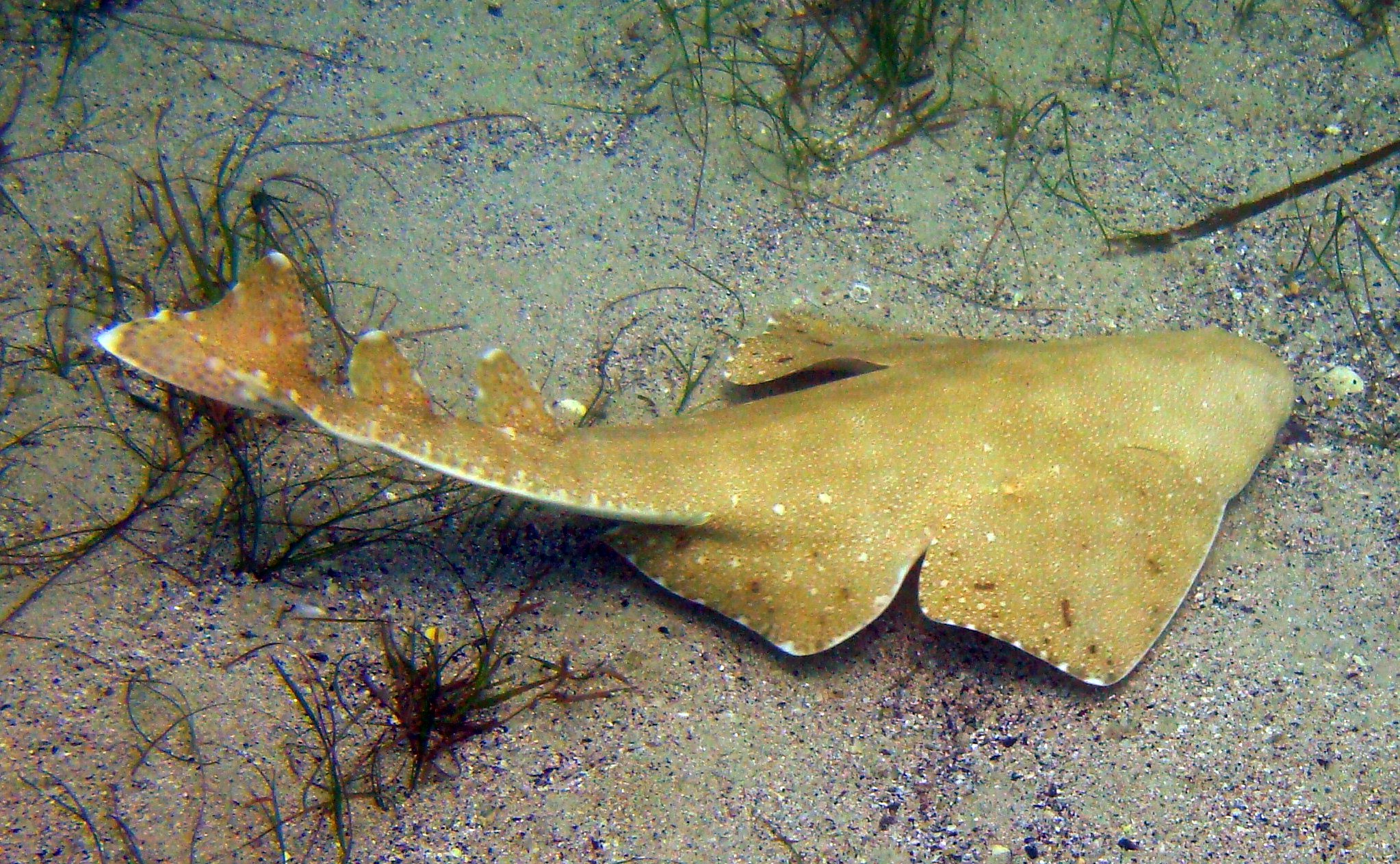
Squatina australis
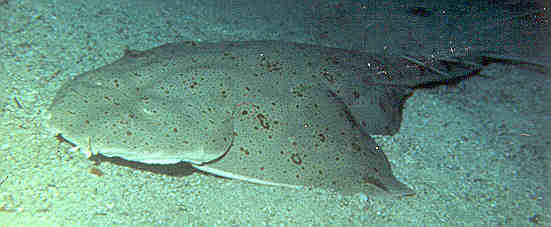
Squatina californica
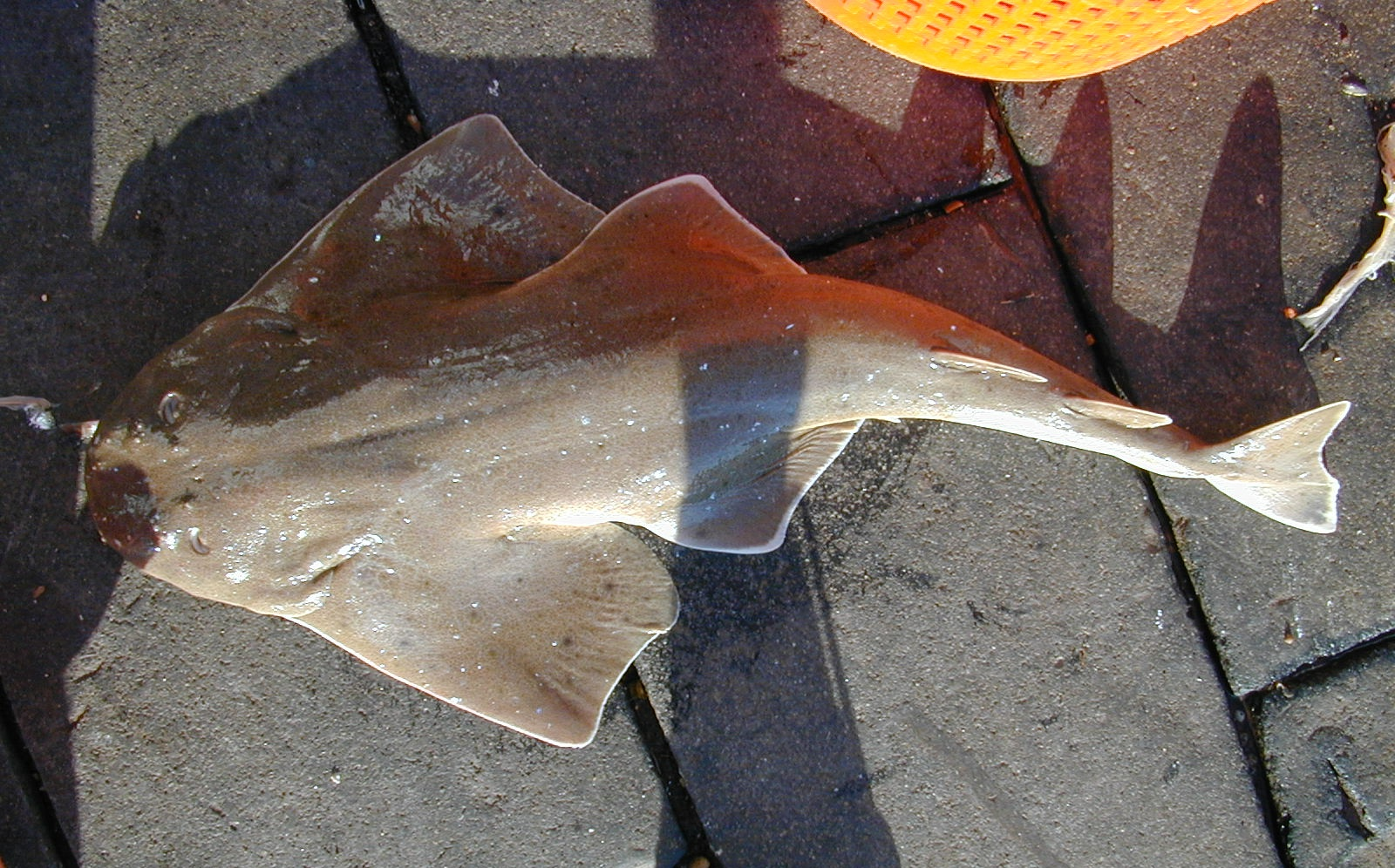
Squatina dumeril
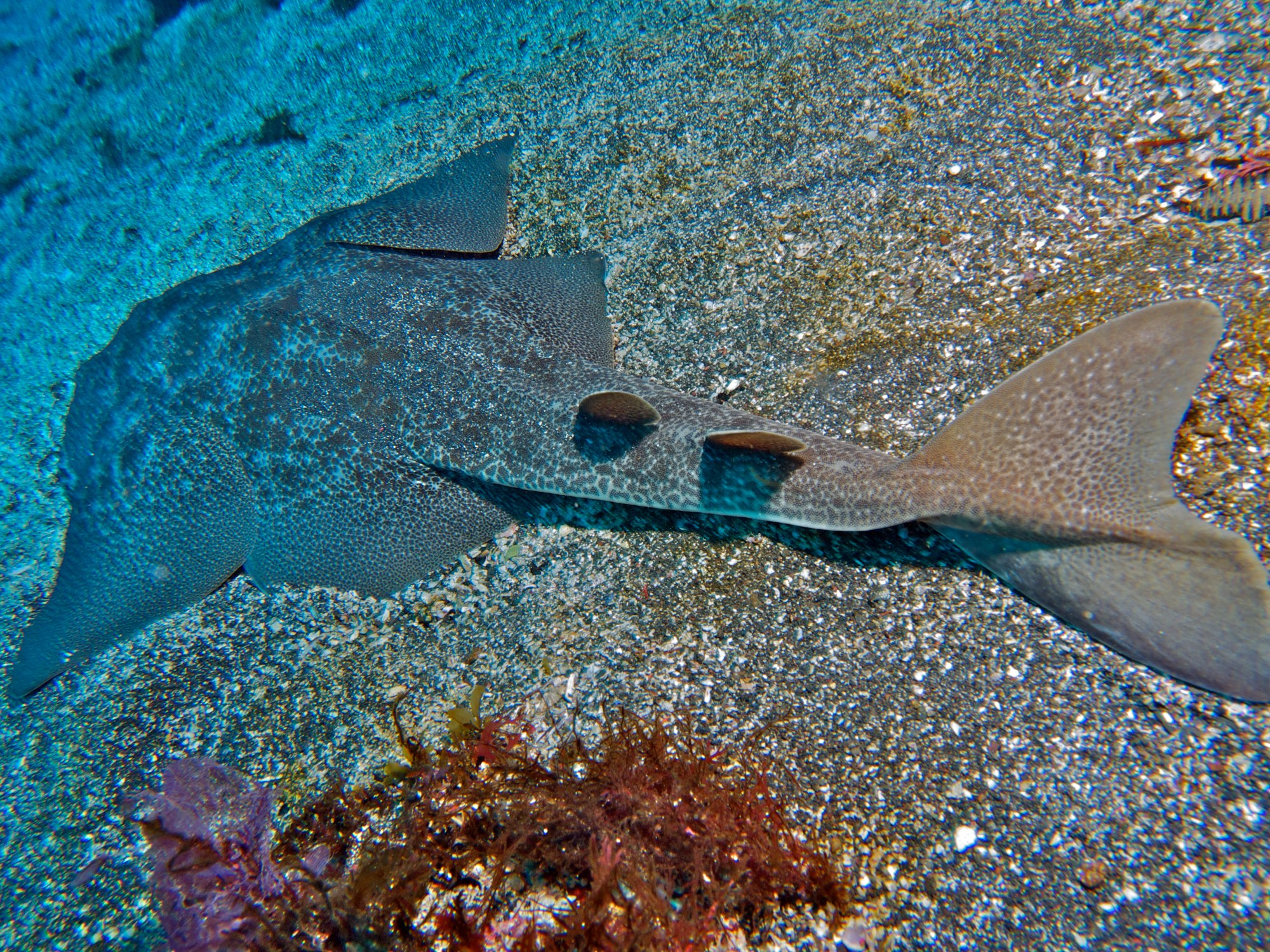
Squatina japonica
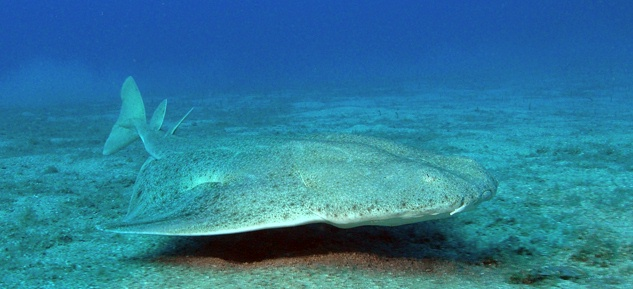
Squatina squatina